# Slag om de Haven van Carthago
De Slag om de haven van Carthago was een zeeslag in de Derde Punische Oorlog, gevochten in 147 v.Chr. tussen de Carthagers en de Romeinse Republiek.
In de zomer van 147 v.Chr., tijdens de Belegering van Carthago, hield de Romeinse vloot, onder leiding van Lucius Hostilius Mancinus, een oogje in het zeil voor Carthago vanaf de zee. Zijn schepen waren dat jaar versterkt door de troepen van Scipio Aemilianus. De Carthagers moesten een vluchtroute naar de zee zoeken die niet geblokkeerd was door de Romeinse vloot en zetten hun vloot van 50 Triremen in, samen met nog een kleiner aantal schepen om de Romeinse schepen aan te vallen. Ze botsten op elkaar bij de Haven van Carthago, en konden in het begin met succes de Romeinse schepen terugduwen, en ze maakten zware verliezen onder hen. Terwijl het gevecht bleef verdergaan, besloten de Carthagers om terug te keren naar de haven. Tijdens deze operatie blokkeerden de kleinere schepen van de Carthaagse vloot de ingang naar de haven, en ze duwden de Romeinse schepen in ondiep water. Veel van deze Carthaagse kleinere schepen zonken, maar bij zonsopgang had het merendeel de haven kunnen bereiken.
Deze overwinning voor de Carthaagse vloot was helemaal niet genoeg om de Romeinse blokkade te doorbreken.